# Temnora umbrinum
Temnora umbrinum är en fjärilsart som beskrevs av Rothschild 1894. Temnora umbrinum ingår i släktet Temnora och familjen svärmare. Inga underarter finns listade i Catalogue of Life.